# Flaga obwodu kamczackiego
Flaga obwodu kamczackiego (ros: Флаг Камчатской области) – była oficjalnym symbolem rosyjskiego obwodu kamczackiego, obowiązującym w latach 2004-2007. Flaga stała się podstawą stworzenia flagi Kraju Kamczackiego.

## Opis
Flaga obwodu kamczackiego była prostokątnym materiałem w proporcjach (szerokość do długości) – 2:3, podzielonym na dwa poziome pasy. Górny w barwie białej, dolny w barwie błękitnej. W górnym pasie barwy białej umieszczone zostało wyobrażenie znane z herbu obwodu kamczackiego. Były to  trzy czarne wzgórza (wulkany). Wszystkie barwy czarnej, w błękitnym obramowaniu. Ich szczyty w kolorze bieli, z których wydobywają się czerwone języki ognia, także okalane błękitną obwódką oraz białym elementem tworzącym dym. Pod nimi trzy błękitne falujące wstęgi. Górne pole flagi stanowiło 2/3 płata całej flagi, a dolne 1/3 płata.

## Symbolika i historia
Flaga nawiązuje do herbu obwodu kamczackiego. Wulkany są starym wyobrażeniem heraldycznym, które jako jeden z symboli regionu, pojawiają się w heraldyce już od XIX wieku. Kolor błękitny użyty we fladze miał oznaczać położenie regionu nad Oceanem Spokojnym, Morzem Ochockim i Morzem Beringa, a także podkreślać potęgę i wielkość. Biel symbolizowała pokój, szlachetność, czystość i honor.
W czasach Imperium Rosyjskiego i Związku Radzieckiego obwód nie posiadał własnej flagi. W tym drugim okresie używano symboliki związanej z ideologią komunistyczną. Przemiany jakie zaszły w Federacji Rosyjskiej po rozpadzie Związku Radzieckiego sprawiły, że pojawiło się zapotrzebowanie na stworzenie flagi regionalnej. Od 22 czerwca do 20 września 2001 r. trwał konkurs na herb i flagę dla obwodu. Do finału zakwalifikowano trzy projekty, ale żaden z nich nie zyskał poparcia komisji konkursowej. Jeden z projektów zakładał stworzenie flagi podzielonej na dwa równe poziome pola. W górnym białym polu znajdować się miał proponowany herb obwodu kamczackiego, a dolne pole miało zyskać jednolity błękitny kolor. Ostatecznie 5 maja 2004 r. nowy projekt flagi, wraz z herbem, został zaakceptowany przez regionalny parlament. Jej użycie regulowała specjalna ustawa. Miała ona nieustannie powiewać nad budynkami najwyższych władz regionu. Ostatecznie w 2007 r. wraz z utworzeniem Kraju Kamczackiego flaga wyszła z użycia, ale stała się punktem wyjścia do opracowania flagi Kraju Kamczackiego.